# Cantonul Bas-en-Basset
Cantonul Bas-en-Basset este un canton din arondismentul Yssingeaux, departamentul Haute-Loire, regiunea Auvergne, Franța.

## Comune
- Bas-en-Basset (reședință)
- Boisset
- Malvalette
- Saint-Pal-de-Chalencon
- Tiranges
- Valprivas